# Хрущи
Хрущи́ (лат. Melolonthinae) — подсемейство жуков семейства пластинчатоусых, включающее в себя более 5700 видов.

## Описание

### Имаго
Жуки разнообразных размеров, длиной 4—60 мм. Форма тела преимущественно продолговатая. Верхняя сторона у большинства видов выпуклая. Низ тела несколько выпуклый и никогда не бывает плоским. Тело покрыто густым, крупным или мелким, иногда двойным (крупным и мелким) пунктиром, может быть голым или покрытым волосками и чешуйками. Волосяной покров бывает очень коротким, иногда же длинным и очень густым, в особенности на груди. Чешуйчатый покров также бывает различно развит.
Окраска тела чёрная, бурая, буро-красная, буро-жёлтая и светло-жёлтая. Иногда бывает двухцветной, при этом чаще всего надкрылья частично или полностью более светло окрашены, чем остальное тело. Пятнистый рисунок на надкрыльях редок, синих и зелёных цветов не бывает.
У представителей некоторых родов тело имеет металлический отлив, однако ярких металлических блестящих форм нет. Нередко окраска тела зависит от покрывающих его чешуек и волосков.
Голова небольшая, уже переднеспинки, направлена вперёд, не несёт на себе рогов или других выростов. Верхние челюсти развиты, нижние — двухлопастные. Усики короткие, с булавой из 7—10 члеников.
Боковой край переднегруди в большинстве случаев образует острое ребро, гладкое или зазубренное, иногда усаженное щетинками. Брюшко состоит из 6 стернитов, последний из которых иногда укорочен. Брюшко снизу всегда выпуклое. Пигидий имеет округло-притуплённую вершину, сверху плоский или выпуклый. У некоторых Melolonthini его вершина вытянута в узкий относительно длинный отросток.
Надкрылья развитые, выпуклые, продолговатой формы, лишь у Hopliini они несколько шире и короче. Плечевые бугры у всех летающих видов хорошо развиты. У большинства триб надкрылья сверху имеют продольные рёбра — обычно 4, которые могут быть выпуклыми, выступающими или сглаженными. Рёбра отграничиваются от межрёберных промежутков бороздками.
Задние крылья в большинство случаев хорошо развиты, отсутствуют только у некоторых Rhizolrogini.
Ноги сильно различаются по длине — имеют умеренную длину у Melolonthini и Hopliini и достигают значительной длины у Pachydemini, Sericini. Передние голени снаружи несут 2—3 зубца. Бёдра значительно расширены у самок некоторых видов. Коготки всегда хорошо развитые, сильные.

### Личинка
Личинки хрущей относятся к личинкам гипогнатного типа. Они обычно безглазые, с толстым, перегнутым на нижнюю сторону телом и тремя парами ног.
Голова бледно-жёлтого, буро-жёлтого или буро-красного цвета, округлая, большая. Лоб в форме треугольника. Глазки, расположенные у основания усиков, есть только у Sericini. Усики довольно длинные, 4-члениковые, располагаются снаружи от передних углов лба, на передней части головной капсулы.
Тело состоит из 12 сегментов (3 грудных и 9 брюшных), последний брюшной сегмент разделён поперечной бороздкой на 2 части. Покровы тела мягкие, образуют многочисленные складки между отдельными склеритами. Тело покрыто редкими волосками.
Многолетняя генерация характерна для Melolonthini (3—5 лет) и Rhizotrogini (2—3 года), однолетняя характерна для Paehydemini, Hopliini.

### Куколка
Куколка всегда в колыбельке, размещённой в почве на глубине 30—50 см. Принадлежит к типу свободных куколок. По форме похожа на взрослого жука, но имеет короткие крылья, голова подогнута под грудь. Окраска желтоватая. Фаза куколки от 2 недель до месяца. Вышедший из куколки осенью или в конце лета жук остаётся в колыбельке до следующей весны.

## Биология
Личинки живут в почве и питаются корнями различных травянистых и деревянистых растений, без узкой пищевой специализации.
Имаго питаются листьями древесной и кустарниковой растительности, в меньшей мере — листьями травянистой растительности. Питание древесной растительностью характерно для Melolonthini среди Sericini и Hopliini наблюдается питание как древесной, так и травянистой растительностью. Специализированного питания цветами растений нет, но Sericini и Hopliini могут питаться как листьями, так и цветами. Многие виды, например Anoxia, не питаются — афагия.
Различные виды активны в различное время суток. У некоторых видов одинаково часто летают как самцы, так и самки (например, у Melolontha), у других самки летают мало (Anoxia, хрущ мраморный, Rhizotrogus), у третьих самки вовсе не летают (Monotropus nordmanni).

## Ареал
Наиболее многочисленны, в родовом и видовом соотношении, в Северном полушарии и наименее многочисленны в Африке и Южной Америке (где они обитают лишь в её северной части).
Наибольшее количество видов принадлежит тропическому поясу и прилегающим к нему более тёплым областям умеренного пояса северного и южного полушарий. В более холодных областях умеренного пояса они очень немногочисленны, и ни один вид не доходит до северной границы таёжной зоны.

## Систематика
Включает в себя трибы:
- Chasmatopterini
- Diplotaxini
- Hopliini
- Macrodactylini
- Maechidiini (Maechidius)
- Melolonthini
- Oncerini
- Pachydemini
- Podolasiini
- Rhizotrogini
- Sericini (Maladera, Microserica, Serica)[2]